# ハーランズホリデー
ハーランズホリデー (Harlan's Holiday) はアメリカ合衆国の競走馬、種牡馬。主な勝ち鞍は2002年のフロリダダービー、ブルーグラスステークス、2003年のドンハンデキャップ。

## 戦績
- 特記事項なき場合、本節の出典はEQIBASE[1]

1999年4月6日にオハイオ州で誕生。翌年7月のファシグティプトン・ケンタッキー1歳馬セールで9万7000ドルで取引された。
2001年6月9日、チャーチルダウンズ競馬場でのメイドン競走でデビューし2着に終わるが、2戦目のブラックタイプ競走クリーブランドキンダーガーテンステークスで勝ちあがって、3戦目のブラックタイプ競走フーヴァーステークスと4戦目のリステッド競走クレイドルステークスも勝って3連勝を記録する。重賞初出走となったG2競走ブリーダーズフューチュリティステークス2着を経てイロコイステークスで重賞初勝利を挙げ、2歳時を終える。3歳時には初戦ホーリーブルステークス、2戦目ファウンテンオブユースステークスを連続2着ののち、クラシック戦線の前哨戦であるフロリダダービーとブルーグラスステークスを連勝。ケンタッキーダービーではウォーエンブレムの7着に終わり、二冠目プリークネスステークスもウォーエンブレムの4着に敗れて三冠最終戦のベルモントステークスは回避し、9月のペンシルベニアダービーで復帰戦を飾る。その後のGI戦線ではジョッキークラブゴールドカップステークス3着、ブリーダーズカップ・クラシックでヴォルポニの9着、シガーマイルハンデキャップでも4着と3戦勝てなかった。4歳となり、初戦のアローワンス競走を勝って2戦目のドンハンデキャップで3度目のGI制覇。続くドバイワールドカップでは、勝ち馬のムーンバラッドにこそ5馬身の差をつけられたものの2着に入る。その後は3戦してハリウッドゴールドカップハンデキャップステークス2着が最高着順と勝利に恵まれることなく、同年8月に腱の故障が判明して現役を引退した。

## 競走成績
以下の内容は、Equibaseの情報に基づく。
| 出走日     | 競馬場                 | 競走名                                       | 格 | 距離    | 着順 | 騎手            | 着差      | 1着（2着）馬           |
| ---------- | ---------------------- | -------------------------------------------- | -- | ------- | ---- | --------------- | --------- | ---------------------- |
| 2001.06.09 | チャーチルダウンズ     | メイドン                                     |    | ダ5f    | 2着  | A. ダミーコ     | 5馬身1/4  | Wadsworth              |
| 0000.07.07 | シスルダウン           | クリーブランドキンダーガーテンステークス     |    | ダ5.5f  | 1着  | A. ダミーコ     | 5馬身1/4  | （Truth Matters）      |
| 0000.08.04 | リバーダウンズ         | フーヴァーステークス                         |    | ダ6f    | 1着  | A. ダミーコ     | 4馬身     | （Highland Rim）       |
| 0000.09.03 | リバーダウンズ         | クレイドルステークス                         | L  | ダ8.5f  | 1着  | A. ダミーコ     | クビ      | （Request for Parole） |
| 0000.10.06 | キーンランド           | レーンズエンド・ブリーダーズフューチュリティ | G2 | ダ8.5f  | 2着  | A. ダミーコ     | 6馬身     | Siphonic               |
| 0000.11.04 | チャーチルダウンズ     | イロコイステークス                           | G3 | ダ8f    | 1着  | A. ダミーコ     | 2馬身3/4  | （Request for Parole） |
| 2002.01.19 | ガルフストリームパーク | ホーリーブルステークス                       | G3 | ダ8.5f  | 2着  | A. ダミーコ     | 3/4馬身   | Booklet                |
| 0000.02.16 | ガルフストリームパーク | ファウンテンオブユースステークス             | G1 | ダ8.5f  | 2着  | A. ダミーコ     | ハナ      | Booklet                |
| 0000.03.16 | ガルフストリームパーク | フロリダダービー                             | G1 | ダ9f    | 1着  | E. プラード     | 3馬身1/2  | （Blue Burner）        |
| 0000.04.13 | キーンランド           | ブルーグラスステークス                       | G1 | ダ9f    | 1着  | E. プラード     | 4馬身1/2  | （Booklet）            |
| 0000.05.04 | チャーチルダウンズ     | ケンタッキーダービー                         | G1 | ダ10f   | 7着  | E. プラード     | 12馬身1/4 | War Emblem             |
| 0000.05.18 | ピムリコ               | プリークネスステークス                       | G1 | ダ9.5f  | 4着  | E. プラード     | 3馬身     | War Emblem             |
| 0000.09.02 | フィラデルフィアパーク | ペンシルベニアダービー                       | G3 | ダ9f    | 1着  | E. プラード     | 4馬身1/2  | （Essence of Dubai）   |
| 0000.09.28 | ベルモントパーク       | ジョッキークラブゴールドカップ               | G1 | ダ10f   | 3着  | J. ヴェラスケス | 3馬身1/2  | Evening Attire         |
| 0000.10.26 | アーリントンパーク     | ブリーダーズカップ・クラシック               | G1 | ダ10f   | 9着  | J. ヴェラスケス | 26馬身1/4 | Volponi                |
| 0000.11.30 | アケダクト             | シガーマイルハンデキャップ                   | G1 | ダ8f    | 4着  | J. ヴェラスケス | 8馬身     | Congaree               |
| 2003.02.02 | ガルフストリームパーク | アローワンス                                 |    | ダ8.5f  | 1着  | J. ヴェラスケス | 1馬身3/4  | （Bonus Pack）         |
| 0000.02.22 | ガルフストリームパーク | ドンハンデキャップ                           | G1 | ダ9f    | 1着  | J. ヴェラスケス | 2馬身1/2  | （Hero's Trubute）     |
| 0000.03.29 | ナドアルシバ           | ドバイワールドカップ                         | G1 | ダ2000m | 2着  | J. ヴェラスケス | 5馬身     | Moon Ballad            |
| 0000.07.13 | ベルモントパーク       | ブルックリンハンデキャップ                   | G2 | ダ9f    | 5着  | J. ヴェラスケス | 14馬身1/2 | Iron Deputy            |
| 0000.08.12 | アーリントンパーク     | ハリウッドゴールドカップ                     | G1 | ダ10f   | 2着  | J. ヴェラスケス | 3馬身     | Congaree               |
| 0000.08.16 | サラトガ               | サラトガブリーダーズカップハンデキャップ     | G2 | ダ10f   | 8着  | J.ヴェラスケス  | 16馬身3/4 | Puzzlement             |

## 種牡馬時代
1999年に10歳で早世した父ハーランの後継種牡馬として2004年からエアドリースタッドで種牡馬入りし、2011年からはウィンスターファームへ移動した。2012年には同年のエクリプス賞最優秀2歳牡馬シャンハイボビーの活躍もあって2歳馬の年間獲得賞金の新記録を樹立するなど成功を収めていたが、2013年11月1日にシャトル先のアルゼンチンで死亡した。
自身の後継種牡馬としては、その筆頭格である良血馬イントゥミスチーフが全米最多の種付け頭数を記録する人気種牡馬となっている。また、シャンハイボビーは2019年より日本のアロースタッドで供用されている。
日本に輸入された産駒からはアルビアーノやエスメラルディーナといった活躍馬が出ている。

### 主な産駒
- 2005年産
  - イントゥミスチーフ（Into Mischief） - キャッシュコールフューチュリティ[8]
- 2006年産
  - マジェスティックパーフェクション（Majesticperfection） - アルフレッド・G・ヴァンダービルトハンデキャップ[9]
- 2010年産
  - シャンハイボビー（Shanghai Bobby） - ブリーダーズカップ・ジュヴェナイル、シャンペンステークス[10]
- 2011年産
  - エスメラルディーナ - 関東オークス、トゥクソムカップ[11]
- 2012年産
  - アルビアーノ - スワンステークス、フラワーカップ[12]

### 母の父としての産駒
- 2016年産
  - モズベッロ：2020年日経新春杯（父ディープブリランテ）
- 2018年産
  - アリーヴォ：2022年小倉大賞典（父ドゥラメンテ）
  - アヴェラーレ：2023年関屋記念（父ドゥラメンテ）
- 2019年産
  - チャイタウンレディ（Chi Town Lady）：2022年テストステークス（父Verrazano）
- 2020年産
  - ヴァーヴァ（Vahva）：2024年ダービーシティディスタフステークス（父Gun Runner）
  - モアザンルックス（More Than Looks）：2024年ブリーダーズカップ・マイル（父More Than Ready）
- 2021年産
  - トリカリ（Trikari）：2024年ベルモントダービーインビテーショナルステークス（父Oscar Performance）
- 2022年産
  - ヴェロシティ（Velocity）：2025年デルマーオークス（父Nyquist）

## 血統表
| ハーランズホリデーの血統        | ハーランズホリデーの血統        | ハーランズホリデーの血統 | （血統表の出典）     | （血統表の出典） |
| 父系                            | ストームキャット系              | ストームキャット系       | ストームキャット系   | [ § 2 ]          |
| 父 Harlan 1989 黒鹿毛           | 父の父Storm Cat 1983 黒鹿毛     | Storm Bird               | Northern Dancer      | Northern Dancer  |
| 父 Harlan 1989 黒鹿毛           | 父の父Storm Cat 1983 黒鹿毛     | Storm Bird               | South Ocean          |                  |
| 父 Harlan 1989 黒鹿毛           | 父の父Storm Cat 1983 黒鹿毛     | Terlingua                | Secretariat          | Secretariat      |
| 父 Harlan 1989 黒鹿毛           | 父の父Storm Cat 1983 黒鹿毛     | Terlingua                | Crimson Saint        |                  |
| 父 Harlan 1989 黒鹿毛           | 父の母Country Romance 1976 栗毛 | Halo                     | Hail to Reason       | Hail to Reason   |
| 父 Harlan 1989 黒鹿毛           | 父の母Country Romance 1976 栗毛 | Halo                     | Cosmah               |                  |
| 父 Harlan 1989 黒鹿毛           | 父の母Country Romance 1976 栗毛 | Sweet Romance            | *ガンボウ            | *ガンボウ        |
| 父 Harlan 1989 黒鹿毛           | 父の母Country Romance 1976 栗毛 | Sweet Romance            | Suiti                |                  |
| 母 Christmas in Aiken 1992 鹿毛 | 母の父Affirmed 1975 栗毛        | Exclusive Native         | Raise a Native       | Raise a Native   |
| 母 Christmas in Aiken 1992 鹿毛 | 母の父Affirmed 1975 栗毛        | Exclusive Native         | Exclusive            |                  |
| 母 Christmas in Aiken 1992 鹿毛 | 母の父Affirmed 1975 栗毛        | Won't Tell You           | Crafty Admiral       | Crafty Admiral   |
| 母 Christmas in Aiken 1992 鹿毛 | 母の父Affirmed 1975 栗毛        | Won't Tell You           | Scarlet Ribbon       |                  |
| 母 Christmas in Aiken 1992 鹿毛 | 母の母Dowager 1980 黒鹿毛       | Honest Pleasure          | What a Pleasure      | What a Pleasure  |
| 母 Christmas in Aiken 1992 鹿毛 | 母の母Dowager 1980 黒鹿毛       | Honest Pleasure          | Tularia              |                  |
| 母 Christmas in Aiken 1992 鹿毛 | 母の母Dowager 1980 黒鹿毛       | Princessnesian           | Princequillo         | Princequillo     |
| 母 Christmas in Aiken 1992 鹿毛 | 母の母Dowager 1980 黒鹿毛       | Princessnesian           | Alanesian            |                  |
| 母系(F-No.)                     | (FN:4-m)                        | (FN:4-m)                 | (FN:4-m)             | [ § 3 ]          |
| 5代内の近親交配                 | Bold Ruler 5×5=6.25%            | Bold Ruler 5×5=6.25%     | Bold Ruler 5×5=6.25% | [ § 4 ]          |
| 出典                            | 1. 2. 3. 4.                     | 1. 2. 3. 4.              | 1. 2. 3. 4.          | 1. 2. 3. 4.      |